# Dietilenglicol
Dietilenglicol es también denominado DEG y éter de glicol.

## Propiedades químicas
Es un líquido viscoso, incoloro e inodoro de sabor dulce. Es higroscópico, miscible en agua, alcohol, etilenglicol, etc. Posee una densidad de 1,118. El punto de ebullición es 244-245 °C.

## Toxocinética
Se absorbe rápidamente por las vías digestivas y respiratorias y por contacto prolongado por la piel. El mecanismo de metabolización es llevado a cabo en el hígado y riñón. Una parte se metaboliza a agua y dióxido de carbono y etilenglicol.
Los pasos posteriores son los mismos que los del etilenglicol, con la formación de ácido glicólico y ácido oxálico.
Por otro lado también se sostiene que el metabolismo del dietilenglicol podría ocurrir por una vía diferente, con la formación de ácido etoxihidroxi-acético (HEAA) en el hígado, que provoca la acumulación intrahepatocítica del HEAA, llevando a la muerte celular de las células de hígado y de los túbulos renales. Dicho mecanismo justificaría la no aparición de cristales de oxalato en algunos casos de intoxicación y la aparición de daño renal y hepático.

## Toxicología
La dosis letal para humanos se estima en un rango entre 0,014 a 0,17 mg dietilenglicol por kilogramo de peso.

## Tratamiento
Es el mantenimiento de las funciones vitales, contrarrestar efectos de acidosis, anticonvulsionantes, lavado gástrico, remoción de los metabolitos de la sangre, diálisis. Puede utilizarse alcohol para detener la metabolización por la enzima alcohol dehidrogenasa o la utilización del Fomepizole Antizol-Vet™ ®.

## Casos de intoxicaciones de sustancias con dietilenglicol
- 1936, Estados Unidos de América, ciento cinco personas (105) mueren por consumir un elixir de sulfanilamida en la que fue elaborado con dietilenglicol.[2] Con este hecho se creó el Acta Federal de Comidas, Drogas y Cosméticos de 1938.[3]
- 1969, Sudáfrica, Ciudad del Cabo, siete (7) niños mueren por la utilización de un sedante en el que estaba presente dicha droga tóxica.
- 1979, en el Sáhara Occidental, cuatro (4) personas mueren por beber de un contenedor de agua con restos de dietilenglicol.
- 1985, Austria, se detecta la contaminación de vinos blancos que fueron endulzados con dietilenglicol, siendo supuestamente veintiuno (21) los afectados.[4]
- 1986, Bombay - India, mueren catorce (14) por glicerina contaminada con dicho tóxico en un 18,5%.
- 1987, España, cinco (5) personas fallecen por la utilización de una pomada a base de sulfadiazina con restos de dietilenglicol.
- 1990, Nigeria, ciento nueve (109) muertos por un jarabe de paracetamol donde el propilenglicol fue reemplazado por dicho tóxico.
- 1990 a 1992, Bangladés, ocurren doscientas (200) muertes por un elixir de paracetamol contaminado, provocando con un total de trescientos (300) intoxicados.
- 1992, Argentina, mueren veinticinco (25) personas por un tónico a base de propóleos contaminado con dicho alcohol. Ver Propóleos adulterados Huilen.
- 1995 a 1996, Haití, son ochenta y nueve (89) los muertos por la utilización de un jarabe de acetominofeno en el que el excipiente endulzante (la glicerina) se encontraba contaminada.[5]
- 1998, nuevamente en India – ciudad de Gurgaon, los afectados por la presencia de esta droga fueron más de treinta y seis (36) de los cuales treinta y tres (33) fallecieron. La edad promedio de los afectados era entre 2 meses a 6 años, ocurriendo el hecho, en un período de tres meses.
- 2006, China, 14 personas mueren por el consumo de un antibiótico elaborado con propilenglicol sustituido por dietilenglicol. La firma fabricante era Qiqihaer Second Medicine Factory (QSMF), Wang Guiping fue encontrado responsable de la venta de la materia prima sustituida.[6]
- 2006, Panamá, centenares de personas sufrieron el síndrome de parálisis e insuficiencia renal aguda (SPIRA), en su mayoría adultos mayores, de los cuales 130[7] personas han fallecido y se sospecha de más casos y víctimas, puesto que está bajo investigación el caso por el Ministerio Público de Panamá. Las investigaciones indicaron presencia de dietilenglicol en un jarabe expectorante e histamínico sin azúcar, recetado para gripe, tos y resfriado producido por la Caja de Seguro Social, también se encontró en la difenhidramina (antihistamínico para resfriado), calamina para uso externo y pasta al agua (loción para la piel).[8]
- 2007, República Dominicana, El departamento de Inteligencia de la Dirección General de Aduanas (DGA) inició un operativo de “ubicación” de las pastas dentales de las marcas “Excel” y “Mr. Cool”, que según denunciaron las autoridades sanitarias de Panamá, contiene una sustancia tóxica, Dietilenglicol. Las compañías importadoras fueron ubicadas desde Panamá, como las que compraron las pastas dentales en la referida Zona Libre de Colón, en el citado país centroamericano.[9]
- 2008, nuevamente en Nigeria más de cuarenta (40) niños mueren por la ingestión de un jarabe con paracetamol para la dentición denominado My Pikin de Barewa Pharmaceuticals Ltd.[10]
- 2019, Panamá. Se encontraron 270 pastas falsificadas de la marca Colgate contaminadas con dietilenglicol en un comercio en la provincia de Chiriquí, más específicamente, en el distrito de Bugaba. Estas, como lo especificaba en las cajas decomisadas, fueron fabricadas en Guatemala y con fecha de caducidad de abril del 2022. No se reportaron personas intoxicadas[11][12]